# شهرداری مسجدسلیمان
شهرداری مسجدسلیمان یک سازمان همگانی غیردولتی است که در سال ۱۳۳۸ خورشیدی بنیان نهاده شد و مدیریت شهر مسجدسلیمان را بر عهده دارد. بالاترین مقام اجرایی این سازمان، شهردار مسجدسلیمان است که توسط شورای اسلامی شهر مسجدسلیمان انتخاب می‌گردد. شهردار کنونی شهر مسجدسلیمان، محمد خسروی می‌باشد. 

## تاریخچه
شهرداری مسجدسلیمان طی حکمی از سوی سازمان اتحادیه شهرداری های ایران به عضویت اتحادیه بین المللی شهرداری‌ها در آمده و در مورخ ۱۳۳۸/۱۲/۱۹ تاسیس شده است. نام «علی اصغر نوری فیاضی» در سال ۱۳۳۸ به عنوان اولین شهردار مسجدسلیمان به ثبت رسیده‌است.

## بازداشت‌ها در شهرداری مسجدسلیمان
دادستان عمومی و انقلاب اسلامی شهرستان مسجدسلیمان در تاریخ ۷ تیر ۱۴۰۲ خبر از بازداشت یکی از اعضای شورای اسلامی شهر مسجدسلیمان را داد.  در ادامه تحقیقات مقدماتی در خصوص پرونده فساد مالی شهرداری مسجدسلیمان دادستان این شهرستان در تاریخ ۱۰ مرداد ۱۴۰۲ نیز خبر از بازداشت رییس شورای اسلامی شهر داد.  سرپرست اسبق شهرداری مسجدسلیمان و دو تن دیگر از اعضای شورای اسلامی شهر مسجدسلیمان نیز در فاصله زمانی ۱۳ تا ۲۱ شهریور بازداشت و روانه زندان شدند.  
۵ عضو علی البدل شورای اسلامی شهر مسجدسلیمان با رای هیات حل اختلاف و رسیدگی به شکایات شوراهای استان خوزستان در تاریخ ۲۴ مهرماه ۱۴۰۲ به جای ۵ عضو بازداشت شده قبلی معرفی گردیدند. 

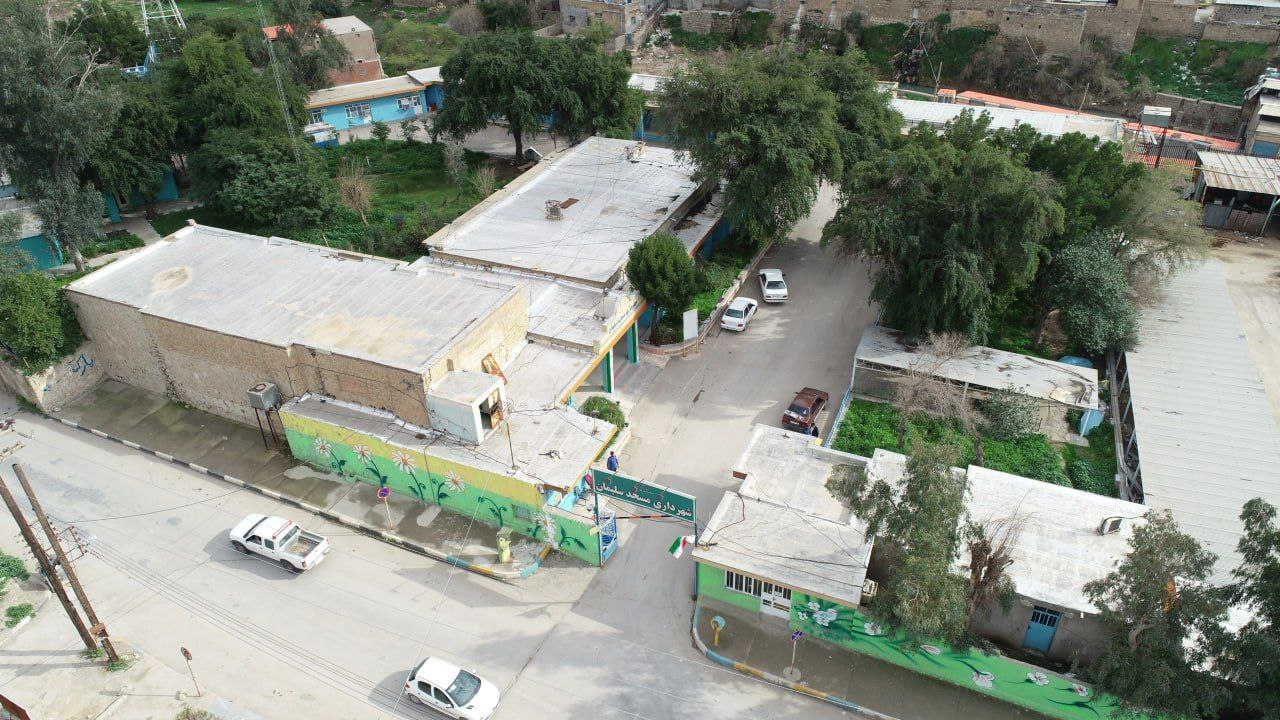
نمای ساختمان مرکزی شهرداری مسجدسلیمان در سال ۱۴۰۲

## فهرست شهرداران
فهرست شهرداران مسجدسلیمان اشاره دارد به نام افرادی که از ابتدای شکل‌گیری شهرداری مسجدسلیمان در رأس این نهاد فعالیت کرده‌اند. در بدو تأسیس شهرداری مسجدسلیمان، مقام شهردار از سوی مرکز (تهران) معرفی می‌شد، که با دایر شدن انجمن‌های ایالتی و ولایتی، شهردار با رأی انجمن شهر نصب یا عزل می‌گردید.
از سال ۱۳۳۸ تا قبل از انقلاب ۱۳۵۷ شهرداران مسجدسلیمان به شرح زیر می‌باشند.
| شهرداران مسجدسلیمان قبل از انقلاب ۱۳۵۷ | شهرداران مسجدسلیمان قبل از انقلاب ۱۳۵۷ |
| نام و نام خانوادگی                     | زمان تصدی                              |
| -------------------------------------- | -------------------------------------- |
| علی اصغر نوری فیاضی                    | ۱۳۳۸ تا ۱۳۳۹                           |
| حسین ضیائی                             | ۱۳۳۹ تا ۱۳۴۴                           |
| عبدالرضا نصرت                          | ۱۳۳۹ تا ۱۳۳۹                           |
| عبدالنبی بهنام                         | ۱۳۴۴ تا ۱۳۴۶                           |
| علی اصغر سلیمانی نوری                  | ۱۳۴۶ تا ۱۳۴۷                           |
| محمدابراهیم احمدی                      | ۱۳۴۷ تا ۱۳۴۸                           |
| دارا حزینی بهرام آبادی                 | ۱۳۴۸ تا ۱۳۵۱                           |
| سیدمحمد جندقی                          | ۱۳۵۱ تا ۱۳۵۲                           |
| ایرج هاشمی                             | ۱۳۵۲ تا ۱۳۵۴                           |
| سید محمدحسین ضیائی                     | ۱۳۵۴ تا ۱۳۵۵                           |
| علیداد تقی پور                         | ۱۳۵۵ تا ۱۳۵۶                           |
| علی مقیمی                              | ۱۳۵۶ تا ۱۳۵۸                           |

پس از انقلاب ۱۳۵۷ تاکنون، افراد زیر به سمت شهرداری مسجدسلیمان منصوب شده‌اند.
| شهردار                                   | شروع           | پایان       | مدت         |
| ---------------------------------------- | -------------- | ----------- | ----------- |
| سید محمد نیکوروش                         | ۱۳۵۸           | ۱۳۵۹        | ۱ سال       |
| سید محسن جوزی                            | ۱۳۵۹           | ۱۳۶۲        | ۳ سال       |
| علی اکبر دهکردی                          | ۱۳۶۲           | ۱۳۶۴        | ۲ سال       |
| درویشعلی کریمی                           | ۱۳۶۴           | ۱۳۶۷        | ۳ سال       |
| سید حمید حسن‌زاده                         | ۱۳۶۷           | ۱۳۶۹        | ۲ سال       |
| غلام رضا کوششی                           | ۱۳۶۹           | ۱۳۷۱        | ۲ سال       |
| عبدالرضا عالمی نیسی                      | ۱۳۷۱           | ۱۳۷۵        | ۴ سال       |
| عدل هاشمی                                | ۱۳۷۵           | ۱۳۷۸        | ۳ سال       |
| غلام زمان‌پور                             | ۱۳۷۸           | ۱۳۸۰        | ۲ سال       |
| فردوس کریمی آلکوهی                       | ۱۳۸۰           | ۱۳۸۳        | ۳ سال       |
| سید رسول صالحی                           | ۱۳۸۳           | ۱۳۸۶        | ۳ سال       |
| علی مدد هاشم پور                         | ۱۳۸۶           | ۱۳۸۸        | ۲ سال       |
| مهراب فلسفی زاده                         | ۱۳۸۸           | ۱۳۹۱        | ۳ سال       |
| پیمان مولایی                             | ۱۳۹۱           | ۱۳۹۲        | ۱ سال       |
| خلیل حیدری                               | ۱۳۹۲           | ۱۳۹۵        | ۳ سال       |
| عبداله قاسمی صالح بابری                  | خرداد ۱۳۹۵     | مرداد ۱۳۹۶  | ۱ سال       |
| شهام سلیمانی                             | دی ۱۳۹۶        | شهریور ۱۳۹۸ | ۲ سال       |
| نوید شعبانی                              | ۱۲ شهریور ۱۳۹۸ | شهریور ۱۳۹۹ | ۱ سال       |
| پیمان مولایی                             | آبان ۱۳۹۹      | مرداد ۱۴۰۰  | ۱ سال       |
| بدون شهردار (اداره شهرداری توسط سرپرستی) | مرداد ۱۴۰۰     | اسفند ۱۴۰۱  | ۱ سال و نیم |
| آرش قنبری                                | آذر ۱۴۰۱       | بهمن ۱۴۰۲   | ۱ سال       |
| محمد خسروی                               | تیرماه ۱۴۰۳    | تا کنون     |             |